# Macrina la Jove
Macrina de Cesarea, anomenada la Jove (Cesarea de Capadòcia, 324 - Amasia, 389) fou una dona cristiana grega, germana de Basili el Gran i Gregori de Nissa, És venerada com a santa per tota la cristiandat.

## Biografia
Era filla de Basili i Emèlia de Cesarea, dos rics personatges de Cesarea de Capadòcia pares també dels bisbes, després sants Basili el Gran, Gregori Nissè i Pere de Sebaste. Va néixer vers el 324, fou la major dels deu germans i rebé el nom de la seva àvia Macrina la Major qui, a més, va influir molt sobre la jove.
Molt bella, va ésser promesa a un jove, però aquest morí abans de les noces; restà a casa amb la seva mare, que havia quedat vídua, i l'ajudà a criar els seus germans. Macrina influí molt sobre els seus germans, tres dels quals foren religiosos.
Quan els germans ja foren grans, ella i la mare es retiraren a viure a Annesi, l'actual Amasia, a la riba de l'Iris, on fundaren un monestir del que foren abadesses, primer la mare i després de la seva mort, en 373, la filla. Morí en 380 i el seu cos fou sebollit a l'església dels Quaranta Màrtirs de Sebaste (a Sebaste, actual Sivas, Capadòcia).